# Sasha Johnson
Sasha Johnson (geb. 1993 oder 1994) ist eine britische Black-Lives-Matter-Aktivistin. Im Mai 2021 wurde sie durch einen Kopfschuss lebensgefährlich verletzt.

## Hintergrund
Johnson absolvierte einen Abschluss in Gemeindeentwicklung und Jugendarbeit am Ruskin College. Johnson engagierte sich ehrenamtlich für Initiativen zur Ernährungssicherung. Sie arbeitete in der Gemeindebetreuung und als Jugendbetreuerin.

## Aktivismus
Johnson engagierte sich in Oxford für die Kampagne zur Entfernung einer Statue von Cecil Rhodes auf dem Oriel College (Rhodes Must Fall). Sie beteiligte sich an den Black-Lives-Matter-Protesten von 2020. Als Reaktion auf einen Gegenprotest mit der erklärten Absicht, Denkmäler zu schützen, sagte Johnson dem Guardian: „Wir werden als Schläger dargestellt, während sich die wahren Schläger als Beschützer dieser Denkmäler verkleiden. Und wenn sie betrunken sind, pissen sie auf diese Denkmäler.“ Im August 2020 war Johnson eine Organisatorin des Million People March, einer antirassistischen Demonstration in London, an der etwa 400 Menschen teilnahmen. Im März 2021 unterzeichnete Johnson eine Erklärung, wonach die Polizei einige schwarze Teilnehmer an den Black-Lives-Matter-Protesten 2020 namentlich und durch wiederholte Telefonanrufe ins Visier genommen haben soll, um sie von der Teilnahme an Protesten gegen eine vorgeschlagene Gesetzesänderung (Kill the Bill) abzuhalten.
Im Sommer 2020 war Johnson an der Gründung der Partei Taking The Initiative Party (TTIP) beteiligt; sie ist Mitglied des Führungsgremiums. Sky News berichtete, dass die Partei um 2017 bei der Wahlkommission registriert wurde. Die Partei unterstützt die dezentralisierte Black-Lives-Matter-Bewegung, ist aber nicht mit der spezifischen Organisation Black Lives Matter verbunden. Obwohl die Partei in Erwägung zog, bei den Bürgermeisterwahlen 2021 in London (ursprünglich für 2020 geplant) unter dem Namen Black Lives Matter for the GLA zu kandidieren, traten ihre ersten Kandidaten bei den Kommunalwahlen im Mai 2021 an. Johnson fiel in der Vergangenheit durch kontroverse Beiträge auf Twitter auf, in denen sie  eine „Versklavung der Weißen“ forderte, wobei unklar ist, ob diese Beiträge von ihr stammen oder gefälscht waren.

## Kopfschuss
Am 23. Mai 2021 wurde Johnson in den Kopf geschossen. Die Metropolitan Police wurde gegen 3 Uhr morgens über den Vorfall in Peckham, London, informiert. Nach einem Polizeibericht vom 25. Mai sei Johnson „von einer Gruppe von vier schwarzen Männern“ beschossen worden, während sie eine Party besuchte; Metropolitan Police Commander Alison Heydari sagte, die Männer hätten „den Garten des Anwesens betreten und eine Schusswaffe abgefeuert“. Nach Polizeiangaben deutete nichts auf einen gezielten Angriff auf Johnson hin. Zuvor hatten Aktivisten BLM-Kritiker verdächtigt und die Polizei kritisiert.
Die Anklage gegen vier festgenommene Verdächtige wurde von der Staatsanwaltschaft im Februar 2022 fallengelassen, weil die Beweise nicht ausreichten. Es handelte sich um Personen, die nachweislich das Haus überwacht hatten, in dessen Garten der Angriff stattfand. Kontext seien Unstimmigkeiten zwischen einigen der Verdächtigen und zwei 18-jährigen Hausbewohnern gewesen. Außer den Indizienbeweisen gebe es aber keinen direkten Beweis für die Täterschaft der vier. Johnson habe sich auf der Party befunden, weil ihr Lebenspartner ein Mitglied der in dem Haus lebenden Familie gewesen sei. Im Mai 2022 lobte der britische Verein Crimestoppers eine Belohnung von 20.000 Pfund Sterling für Hinweise zur Ergreifung der Täter aus.
Sasha Johnson erlitt schwerste bleibende Schäden. Die Mutter zweier Jungen befand sich noch ein Jahr nach dem Angriff in stationärer Behandlung.